# Hyloxalus delatorreae
Hyloxalus delatorreae är en groddjursart som först beskrevs av Luis A. Coloma 1995.  Hyloxalus delatorreae ingår i släktet Hyloxalus och familjen pilgiftsgrodor. IUCN kategoriserar arten globalt som akut hotad. Inga underarter finns listade i Catalogue of Life.